# Полином
У математици, полином је израз који је сачињен од једне или више променљивих и константи, коришћењем операција сабирања, одузимања, множења, и степеновања позитивним целим степенима. На пример, {\displaystyle x^{3}+10x+(-9)\,} је полином. Треба имати у виду да дељење и кореновање изразом који садржи променљиву у општем случају није дозвољено код полинома.

## Преглед
Полиноми су сачињени од градивних елемената који се називају мономи, а они се састоје од константе (која се назива коефицијентом), помножене једном или више променљивих (које се обично представљају словима). Свака променљива може имати константан позитиван цео број као експонент. Експонент над променљивом у моному је једнак степену те променљиве у моному. Како је {\displaystyle x=x^{1}}, степен променљиве без записаног експонента је један. Моном без променљивих се назива константним мономом, или просто константом. Степен константе је 0. Коефицијент монома може бити било који број, укључујући разломке, ирационалне и негативне бројеве.
На пример,
{\displaystyle -5x^{2}y\,}
је моном. Коефицијент је -5, а променљиве су x и y. Степен променљиве x је два, а степен променљиве y је један.
Степен целог монома је збир степени сваке променљиве у њему. У горњем примеру је степен једнак 2 + 1 = 3.
Полином представља збир једног или више монома. На пример, ово је један полином:
{\displaystyle 3x^{2}-5x+4\,.}
Састоји се од три монома: први је степена два, други је степена један, а трећи је степена нула.
Полином се обично записује тако да мономи вишег степена долазе пре оних нижег степена. У првом моному, коефицијент је 3, променљива је x, а експонент је два. У другом моному, коефицијент је -5. Трећи је константа. Степен полинома је највећи степен неког његовог монома. На пример, горњи полином има степен два.
Полином степена један се назива линеарни, полином степена два се назива квадратни, а онај степена три се назива кубни.
Полином сачињен од једног монома се и сам назива моном. Полином сачињен од два монома је бином, док је онај сачињен од три монома назива трином.
Полином чији терм највишег степена има коефицијент 1 је моничан.
Израз који се може трансформисати у полином кроз низ примена комутативних, асоцијативних, и дистрибутивних закона се обично и сам сматра полиномом.
На пример
{\displaystyle {\frac {x^{3}}{12}}}
се сматра полиномом, јер је еквивалентно {\displaystyle {\tfrac {1}{12}}x^{3}}. Коефицијент је {\displaystyle {\tfrac {1}{12}}}.
Али,
{\displaystyle {1 \over x^{2}+1}\,}
није полином, јер укључује дељење променљивом, као што у општем случају није ни
{\displaystyle (5+y)^{x}\,}
јер има променљиву за експонент.
Како се одузимање може посматрати као сабирање сабирака супротног знака, а степеновање константним позитивним бројем се може посматрати као поновљено множење, полиноми се могу конструисати од константи и променљивих применом само операција сабирања и множења.
Полиномијална функција је функција дефинисана вредношћу полинома. На пример, функција f дефинисана као
{\displaystyle f(x)=x^{3}-x\,}
је полиномијална функција. Полиномијалне функције су важна класа глатких функција. Израз глатко долази из математичке анализе. Значи да је увек могуће наћи извод полиномијалне функције, колико год пута, и колико год често. Глатка функција описује изглед графика полиномијалне функције.

## Елементарна својства полинома
1. Збир два полинома је полином
2. Производ два полинома је полином
3. Извод полинома је полином
4. Примитивна функција полинома је полином

Полиноми се користе да апроксимирају друге функције, као што су синус, косинус, и експоненцијална функција.
Сви полиноми имају проширени облик, у коме се користи дистрибутивни закон да се уклоне све заграде. Неки полиноми имају растављен облик у коме је полином записан као производ полинома са реалним коефицијентима. На пример, полином
{\displaystyle x^{2}-2x-3\,}
је једнак, и представља проширени облик полинома
{\displaystyle (x-3)(x+1)\,},
који је записан у растављеном облику.
Сваки полином једне променљиве је еквивалентан полиному облика
{\displaystyle a_{n}x^{n}+a_{n-1}x^{n-1}+\cdots +a_{2}x^{2}+a_{1}x+a_{0}}.
Ово се некад узима за дефиницију полинома једне променљиве.
Рачунање вредности полинома се састоји од додељивања неке бројевне вредности свакој променљивој, и извршавања одговарајућих множења и сабирања. Ово рачунање се понекад ефикасније спроводи коришћењем Хорнерове шеме
{\displaystyle ((\ldots (a_{n}x+a_{n-1})x+...+a_{2})x+a_{1})x+a_{0}\,}.
У елементарној алгебри, се изучавају методи за решавање свих полиномијалних једначина једне променљиве првог и другог степена. Када су у питању полиномијалне једначине, променљива се често назива непознатом. Број решења полиномијалне једначине не може да премаши степен полинома, и тачно је једнак овом степену ако се уброји мултиплицитет решења, као и комплексна решења. Ова чињеница је основна теорема алгебре.

## Операције

### Сабирање и одузимање
Полиноми се могу сабирати коришћењем асоцијативног закона сабирања (групишући све њихове чланове у један збир), након чега евентуално следи преуређење (користећи комутативни закон) и комбиновање сличних чланова. На пример, ако
{\displaystyle P=3x^{2}-2x+5xy-2} and {\displaystyle Q=-3x^{2}+3x+4y^{2}+8}
затим се збир
{\displaystyle P+Q=3x^{2}-2x+5xy-2-3x^{2}+3x+4y^{2}+8}
може преуредити и прегруписати као
{\displaystyle P+Q=(3x^{2}-3x^{2})+(-2x+3x)+5xy+4y^{2}+(8-2)}
а затим упрошћено на
{\displaystyle P+Q=x+5xy+4y^{2}+6.}
Када се полиноми саберу, резултат је још један полином.
Одузимање полинома је слично.

### Множење
Полиноми се такође могу множити. Да би се производ два полинома проширио у збир чланова, дистрибутивни закон се више пута примењује, што резултира у томе да се сваки члан једног полинома помножи са сваким чланом другог. На пример, ако је
{\displaystyle {\begin{aligned}\color {Red}P&\color {Red}{=2x+3y+5}\\\color {Blue}Q&\color {Blue}{=2x+5y+xy+1}\end{aligned}}}
онда је
{\displaystyle {\begin{array}{rccrcrcrcr}{\color {Red}{P}}{\color {Blue}{Q}}&{=}&&({\color {Red}{2x}}\cdot {\color {Blue}{2x}})&+&({\color {Red}{2x}}\cdot {\color {Blue}{5y}})&+&({\color {Red}{2x}}\cdot {\color {Blue}{xy}})&+&({\color {Red}{2x}}\cdot {\color {Blue}{1}})\\&&+&({\color {Red}{3y}}\cdot {\color {Blue}{2x}})&+&({\color {Red}{3y}}\cdot {\color {Blue}{5y}})&+&({\color {Red}{3y}}\cdot {\color {Blue}{xy}})&+&({\color {Red}{3y}}\cdot {\color {Blue}{1}})\\&&+&({\color {Red}{5}}\cdot {\color {Blue}{2x}})&+&({\color {Red}{5}}\cdot {\color {Blue}{5y}})&+&({\color {Red}{5}}\cdot {\color {Blue}{xy}})&+&({\color {Red}{5}}\cdot {\color {Blue}{1}})\end{array}}}
Извођење множења у сваком члану производи
{\displaystyle {\begin{array}{rccrcrcrcr}PQ&=&&4x^{2}&+&10xy&+&2x^{2}y&+&2x\\&&+&6xy&+&15y^{2}&+&3xy^{2}&+&3y\\&&+&10x&+&25y&+&5xy&+&5.\end{array}}}
Комбиновање сличних термина даје
{\displaystyle {\begin{array}{rcccrcrcrcr}PQ&=&&4x^{2}&+&(10xy+6xy+5xy)&+&2x^{2}y&+&(2x+10x)\\&&+&15y^{2}&+&3xy^{2}&+&(3y+25y)&+&5\end{array}}}
што се може поједноставити на
{\displaystyle PQ=4x^{2}+21xy+2x^{2}y+12x+15y^{2}+3xy^{2}+28y+5.}
Као у горњем примеру, производ полинома је увек полином.

### Композиција
За дати полином {\displaystyle f} једне променљиве и други полином g од било ког броја променљивих, композиција {\displaystyle f\circ g} се добија заменом сваке копије променљиве првог полинома са други полином. На пример, ако је {\displaystyle f(x)=x^{2}+2x} и {\displaystyle g(x)=3x+2} онда је
{\displaystyle (f\circ g)(x)=f(g(x))=(3x+2)^{2}+2(3x+2).}
Композиција се може проширити на збир појмова користећи правила за множење и дељење полинома. Композиција два полинома је још један полином.

### Дељење
Дељење једног полинома другим није типично полином. Уместо тога, такви односи су општија породица објеката, који се називају рационални разломци, рационални изрази или рационалне функције, у зависности од контекста. Ово је аналогно чињеници да је однос два цела броја рационалан број, а не нужно цео број. На пример, разломак 1/(x2 + 1) није полином и не може се написати као коначан збир степена променљиве x.
За полиноме у једној променљивој постоји појам еуклидског дељења полинома, који генерализује еуклидово дељење целих бројева. Овај појам дељења a(x)/b(x) резултира са два полинома, количником q(x) и остатком r(x), таквим да је a = b q + r и degree(r) < degree(b). Количник и остатак могу да се израчунају било којим од неколико алгоритама, укључујући полиномску дугу поделу и синтетичко дељење.
Када је именилац b(x) моничан и линеаран, односно b(x) = x − c за неку константу c, тада теорема полиномског остатка тврди да је остатак дељења a(x) са b(x) евалуација a(c). У овом случају, количник се може израчунати по Рафинијевом правилу, посебном случају синтетичке поделе.